# ليندا سميث داير
ليندا سميث داير (بالإنجليزية: Linda Smith Dyer)‏ هي قانونية أمريكية، ولدت في 6 أغسطس 1948 في لويستون في الولايات المتحدة، وتوفيت في 27 سبتمبر 2001 بسبب سرطان.